# Sapindus mukorossi
Sapindus mukorossi är en kinesträdsväxtart som beskrevs av Joseph Gaertner. Sapindus mukorossi ingår i släktet Sapindus och familjen kinesträdsväxter. Inga underarter finns listade i Catalogue of Life.